# María de la Providencia
María Eugenia Smet conocida como María de la Providencia (Lille, 25 de marzo de 1825 -  París, 7 de febrero de 1871) fue una religiosa francesa, fundadora de la orden de las Auxiliadoras de las Almas del Purgatorio. Es venerada como santa y conmemorada el 6 de marzo.

## Biografía
María Eugenia Smet  nació en Lille, Reino de Francia, el 25 de marzo de 1825, y era hija de Henri Édouard Joseph Smet, un comerciante y Marie Pauline Joseph Taverne, siendo la tercera de seis hijos. Su hermana Emma (1828 -1910) fue también una auxiliar religiosa del purgatorio  que luego mudó su nombre a Madre María de San Ignacio.

### Estudios
Sus estudios los hizo interna en un colegio de religiosas; y allí adquirió una sólida formación religiosa, cuyas características principales fueron una confianza total en la Divina Providencia, un gran amor y devoción por las benditas almas del purgatorio, y una fuerte inclinación hacia la vida religiosa.
Al volver a su casa después de terminar sus estudios de bachillerato se propuso estar siempre ocupada y ayudar en lo más posible a los pobres. Cada día cocinaba una enorme olla de sopa y la repartía entre los más indigentes. Y a los que no podían salir de su casa por estar enfermos, les llevaba alimentos a sus propios hogares. Le encantaba ayudar a barrer y adornar los templos.13

### Obra misionera
Cuando ya llevaba 7 años dedicada a estas obras, un día asistió a un retiro predicado por un misionero y salió llena de entusiasmo por las Misiones. En adelante se dedicó a recoger ayudas para los misioneros y a hacer rifas para conseguir dinero para las misiones. Los misioneros se quedaban admirados de las cantidades de ayudas que esta joven les conseguía.
A los 27 años, con permiso del confesor, hizo voto de castidad.
- De 1836 a 1843 fue educada en el Sagrado Corazón de Lille
- De 1843 a 1853 dirigió una intensa vida apostólica.
- En noviembre de 1853 descubrió su misión en la Iglesia.
- En 1855 el Cura de Ars la confirma en su misión.
- En 1859 Adopta las Reglas y Constituciones de la Compañía de Jesús
- en 1863 funda la casa de Nantes.
- El 4 de agosto de 1867, las Auxiliadoras fueron llamadas a la misión de China
- En 1869 fundó la casa de Bruselas.
- El 7 de febrero de 1871 murió en París a la edad de 45 años, de cáncer de mama. Está enterrada en el cementerio de Montparnasse.
- En 1957 fue beatificada por Pío XII.

## Obra por las almas del purgatorio
El siglo XIX fue un tiempo fuertemente marcado por la devoción a las almas del Purgatorio. Esta devoción se expresa a menudo por la insistencia en la necesidad de sufrir y expiar en este mundo, a fin de acortar el sufrimiento después de la muerte. Eugenie Smet, por su experiencia, estaba segura de que Dios le era fiel y  fundó la Congregación religiosa católica Auxiliadoras de las Almas del Purgatorio para una misión universal: "ir de las profundidades del purgatorio y a los últimos límites de la tierra". En este espíritu invita a la auxiliadora a no atar a una obra particular y no ser detenida por ninguna frontera ni siquiera la de la muerte. Eugénie Smet considera al purgatorio como una experiencia radical del amor.
Iniciada en la espiritualidad ignaciana desde su educación en el Sagrado Corazón de Lille, Eugenie Smet adoptó las reglas y constituciones de la Compañía de Jesús el 25 de marzo de 1859, después de tres años de ensayo y error.

## Organización Auxiliadoras de las Almas del Purgatorio

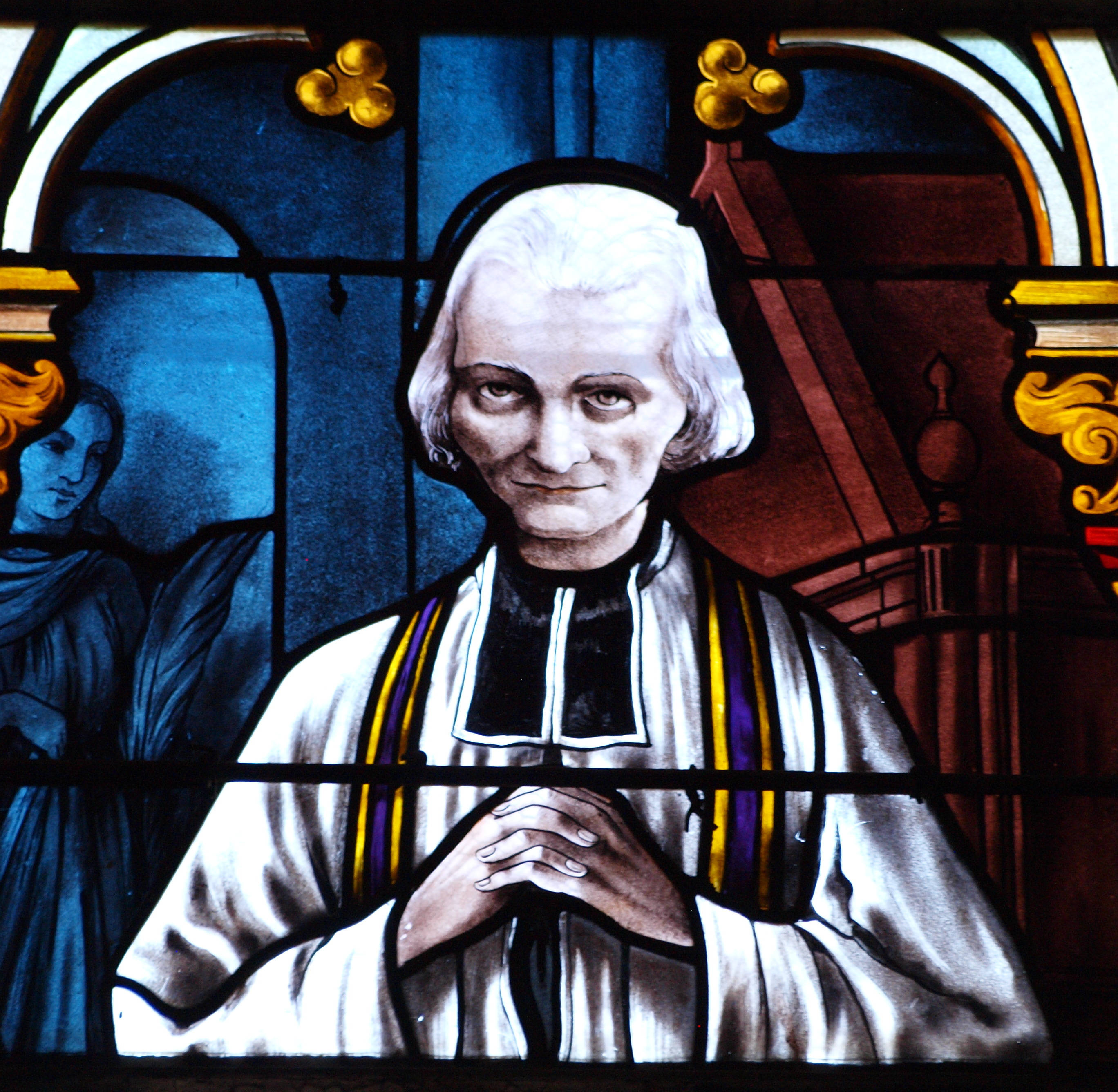
Juan María Vianney (1786-1859), venerado como santo por la Iglesia católica, fue quien inspiró a María de la Providencia la fundación de la congregación.

Eugénie Smet, gracias a los consejos de Juan María Vianney, fundó el 19 de enero de 1856, en París, una sociedad de mujeres, que tenía como finalidad salvar las almas del purgatorio a través de las obras de misericordia espirituales y corporales. Entre las primeras religiosas profesa se encontraba la misma fundadora, que cambiaría su nombre por María de la Providencia. Inmediatamente después de la fundación, numerosos fueron los pedidos de las diversas diócesis francesas para abrir una casa del instituto. En vida, la fundadora llegó abrir las casas de Nantes (1864) y Bruselas (1869) en Bélgica y las de Shanghái (1867) y Zi-Ka-Wei (1869) en China.
El instituto recibió la aprobación diocesana en 1858, en 1859 adoptó las Constituciones de la Compañía de Jesús y fue aprobada por la Santa Sede en 1869.
La Sociedad de Auxiliadoras de las Almas del Purgatorio es un instituto religioso centralizado, cuyo gobierno lo desempeña la superiora general coadyuvada de un consejo que la elige para un periodo de ocho años. La sede central se encuentra en París.
Las hermanas auxiliadoras se dedican a las obras de misericordia, especialmente al servicio de los marginados y al anuncio del Evangelio, en sufragio de las almas del purgatorio. La espiritualidad del instituto es ignaciana y sus Constituciones se basan en las de la Compañía de Jesús.
En 2015, la congregación contaba con unas 545 religiosas y 110 comunidades presentes en Alemania, Austria, Bélgica, Camerún, Canadá, Chad, China, Colombia, El Salvador, España, Estados Unidos, Francia, Hungría, India, Italia, Japón, México, Nicaragua, Reino Unido, Rumanía, Ruanda, Suiza y Taiwán.